# Діхан (Єнбекшиказахський район)
Діха́н (каз. Диқан) — село у складі Єнбекшиказахського району Алматинської області Казахстану. Входить до складу Асинського сільського округу.
У радянські часи село називалось «Дікан» або «Онуй».
Населення —  (2021; 501 особа (2021; 516 у 2009, 467 у 1999, 427 у 1989).